# Ајрондејл (Џорџија)
Ајрондејл (енгл. Irondale) насељено је место без административног статуса у америчкој савезној држави Џорџија.

## Демографија
По попису из 2010. године број становника је 7.446, што је 281 (-3,6%) становника мање него 2000. године.
| Група             | 2000.         | 2010.         |
| Белци             | 3.482 (45,1%) | 1.038 (13,9%) |
| Афроамериканци    | 3.639 (47,1%) | 4.359 (58,5%) |
| Азијати           | 148 (1,9%)    | 103 (1,4%)    |
| Хиспаноамериканци | 323 (4,2%)    | 1.880 (25,2%) |
| Укупно            | 7.727         | 7.446         |